# Japonsko na zimních olympijských hrách
Japonsko na zimních olympijských hrách startuje od roku 1928. Toto je přehled účastí, medailového zisku a vlajkonošů na dané sportovní události.

## Účast na Zimních olympijských hrách
| Dějiště ZOH                 | ZOH      | Vlajkonoš             | Zlatá medaile | Stříbrná medaile | Bronzová medaile | Celkem |
| --------------------------- | -------- | --------------------- | ------------- | ---------------- | ---------------- | ------ |
| 1928 Svatý Mořic            | ZOH 1928 | Subaru Takahashi      |               |                  |                  | 0      |
| 1932 Lake Placid            | ZOH 1932 | nikdo                 |               |                  |                  | 0      |
| 1936 Garmisch-Partenkirchen | ZOH 1936 | Kazuyoshi Oimatsu     |               |                  |                  | 0      |
| 1948 Svatý Mořic            | ZOH 1948 |                       |               |                  |                  | Ne     |
| 1952 Oslo                   | ZOH 1952 | nikdo                 |               |                  |                  | 0      |
| 1956 Cortina d'Ampezzo      | ZOH 1956 | Hiroshi Yoshizawa     |               | 1                |                  | 1      |
| 1960 Squaw Valley           | ZOH 1960 | Junko Ueno            |               |                  |                  | 0      |
| 1964 Innsbruck              | ZOH 1964 | Sadao Kikuchi         |               |                  |                  | 0      |
| 1968 Grenoble               | ZOH 1968 | Takaaki Kaneiri       |               |                  |                  | 0      |
| 1972 Sapporo                | ZOH 1972 | Mineyuki Mashiko      | 1             | 1                | 1                | 3      |
| 1976 Innsbruck              | ZOH 1976 | Masaki Suzuki         |               |                  |                  | 0      |
| 1980 Lake Placid            | ZOH 1980 | Osamu Wakabajaši      |               | 1                |                  | 1      |
| 1984 Sarajevo               | ZOH 1984 | Tadayuki Takahashi    |               | 1                |                  | 1      |
| 1988 Calgary                | ZOH 1988 | Seiko Hašimotová      |               |                  | 1                | 1      |
| 1992 Albertville            | ZOH 1992 | Tsutomu Kawasaki      | 1             | 2                | 4                | 7      |
| 1994 Lillehammer            | ZOH 1994 | Reiichi Mikata        | 1             | 2                | 2                | 5      |
| 1998 Nagano                 | ZOH 1998 | Hirojasu Šimizu       | 5             | 1                | 4                | 10     |
| 2002 Salt Lake City         | ZOH 2002 | Eriko Sanmijaová      |               | 1                | 1                | 2      |
| 2006 Turín                  | ZOH 2006 | Džódži Kató           | 1             |                  |                  | 1      |
| 2010 Vancouver              | ZOH 2010 | Tomomi Okazakiová     |               | 3                | 2                | 5      |
| 2014 Soči                   | ZOH 2014 | Ayumi Ogasawara       | 1             | 4                | 3                | 8      |
| 2018 Pchjongčchang          | ZOH 2018 | Noriaki Kasai         | 4             | 5                | 4                | 13     |
| 2022 Peking                 | ZOH 2022 | Akito Watabe Arisa Go | 3             | 6                | 9                | 18     |
| 2026 Milán                  | ZOH 2026 |                       |               |                  |                  |        |
| Celkem                      | 22       |                       | 17            | 28               | 31               | 76     |
| Zdroj na Olympedia.org      |          |                       |               |                  |                  |        |